# Babadrasterius
Babadrasterius is een geslacht van kevers uit de familie  
kniptorren (Elateridae).
Het geslacht is voor het eerst wetenschappelijk beschreven in 1994 door Ôhira.

## Soorten
Het geslacht omvat de volgende soorten:
- Babadrasterius sexpunctatus (Miwa, 1927)
- Babadrasterius triangularis (Eschscholtz, 1822)
- Babadrasterius urabensis Ôhira, 1994